# 北海道道105号利尻富士利尻线
北海道道105号利尻富士利尻线（日语：北海道道105号利尻富士利尻線）是一条利尻富士町鴛泊至同町大磯并经由利尻町沓形的主要道级道路（北海道道）。

## 路線数据
- 起点：北海道利尻郡利尻富士町鴛泊（＝北海道道108号沓形仙法志鸳泊线交点）
- 終点：北海道利尻郡利尻町沓形（＝北海道道108号沓形仙法志鴛泊線交点）
- 总長：12.6千米

## 经过的自治体
- 宗谷综合振兴局
  - 利尻郡利尻富士町
  - 利尻郡利尻町

## 主要连接道路
- 利尻富士町
  - 北海道道108号沓形仙法志鸳泊线
  - 北海道道856号本泊利尻空港线＝本泊
- 利尻町
  - 北海道道108号沓形仙法志鴛泊線

## 历史
- 1976年8月31日 路線勘定（路線编号为908。路線名为東利尻利尻線）。
- 1990年9月30日 路線名变更为利尻富士利尻線。
- 1994年10月1日 路線编号变更。

本来，道道260号利尻島線（1957年7月25日勘定）的一段循環路線，現在的道道105号和同108号被分割。